# Sarco膠囊艙

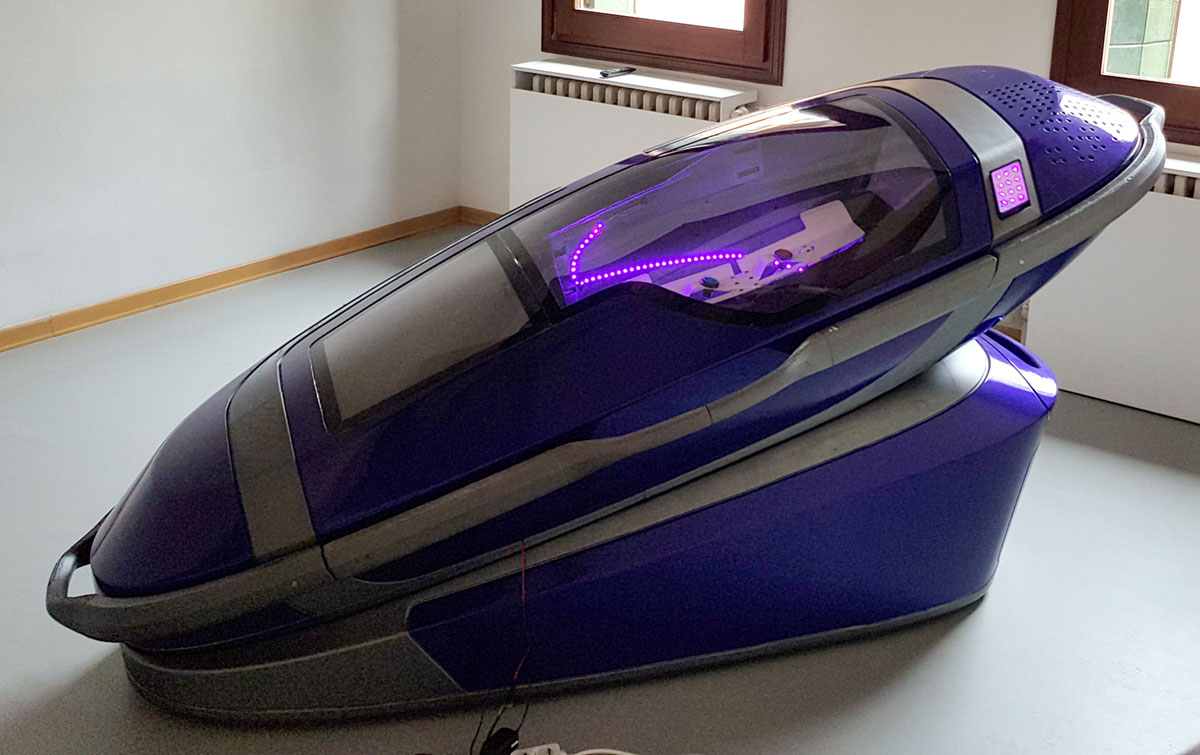
Sarco膠囊艙

Sarco膠囊艙，或稱Pegasos（也稱為「自殺膠囊艙」）是一種安樂死裝置，由安裝在支架上的3D列印可拆卸膠囊組成，支架上裝有一罐液態氮以過惰性氣體窒息實現自殺。 其中「Sarco」為「石棺」的縮寫。這個裝置能夠與惰性氣體（氮氣）結合使用，可迅速降低氧氣水平，從而防止使用者在經歷恐慌、窒息和意識不清前的掙扎，稱為高碳酸血症反應:45 ，這導致人體血液中二氧化碳濃度較高。
Sarco是由安樂死活動家菲利普·尼奇克於2017年發明的。

## 沿革
Sarco膠囊艙的概念，是啟發自自殺用塑料袋提供的缺氧死亡的擴展。出於美觀原因，許多人不會考慮用塑料袋實施安樂死，或者可能會在塑料袋內感到幽闭恐惧症。尼奇克將其稱為「塑膠袋因素」。 而Sarco的發展就是為了解決這些反對意見。

## 使用方式
Sarco膠囊艙的啟動程序將透過線上測試來控制，以衡量心理健康狀況。如果申請者通過，他們將收到一個可在24小時工作的Sarco設備的存取代碼。
其中，Sarco的使用者可以選擇膠囊的黑暗或透明視圖。如果他們希望將機器運送到特定位置以從機器上看到特定的視野，則可以選擇透明視圖。發明人認為「你死在哪裡肯定是重要因素」。膠囊艙可快速降低氧氣含量，同時保持較低的二氧化碳含量。啟動後，將由4公升（1.1美加侖）液態氮，會導致氧氣含量在不到一分鐘內悄悄降至5%以下。根據尼奇克介紹，「使用者按下按鈕，膠囊內就會充滿氮氣。他們會感到有點頭暈，但很快就會失去知覺並死亡」。

## 設計
該設備的設計是尼奇克（Nitschke）和荷蘭工業設計師亞歷山大·班寧（Alexander Bannink）的合作成果。Sarco膠囊艙採用3D列印技術製造，尺寸為1000×500×500毫米（39×20×20吋）。 設計軟體允許根據客戶的尺寸製作不同大小的設備。尼奇克表示，設計旨在類似於太空船，以使用戶感覺自己正在前往「偉大的彼岸」。
尼奇克計劃於2019年發布Sarco膠囊艙的开放源代码。

## 評價
米切爾·哈姆林法學院的生物倫理學家撒迪厄斯·波普（Thaddeus Pope）對此表示，有關Sarco膠囊艙的議題，可能會導致立法者以一種新的方式處理臨終選擇，並表示「這可能比實際的Sarco膠囊艙本身更大或更重要」、，尼奇克則表示「由於醫學模式的侷限性，並迫使我們進行思考」。 
批評者則稱該裝置「只是一個美化的毒气室」，其他人則擔心它美化自殺，並可能導致「自殺模仿」從而引發更多死亡。

## 另見
- 协助自杀
- 身體完整性
- 致命一擊
- 疼痛感（英语：Dysthanasia）
- 死亡權
- 自我所有權
- 自殺用塑料袋
- 自殺藥丸（英语：Suicide pill）
- 自願安樂死

## 外部連結
- 官方网站